# Operación Triunfo (México)
Operación Triunfo fue un concurso musical, franquicia española del original Operación Triunfo, que se trasmitió por televisión del 4 de agosto al 10 de noviembre del año 2002 a través de la cadena Canal de las Estrellas de Televisa. Durante 99 días, 17 alumnos elegidos en una audición nacional fueron resguardados en una academia, demostrando semana tras semana sus capacidades como cantantes con una canción elegida ya sea en grupo, dueto o solitario en una gala en directo cada semana, evaluados por un jurado experto en el ámbito. Al final de cada gala, un alumno quedaba eliminado y después de esto 4 alumnos de los que quedaban eran puestos por el jurado como candidatos a abandonar la Academia con base en los fallos de sus rendimientos. Sin embargo durante la semana previa a la siguiente gala, dos de ellos quedaban fuera de la posible eliminación siendo salvado uno por sus profesores y el otro por sus compañeros, los dos restantes quedaban a manos del tele-auditorio quienes decidían a quien salvaban por medio de sus llamadas hasta quedar seis participantes que llegarían a la gran final y solo los tres primeros lugares, obtendrían una carrera discográfica.
El actor y cantante Jaime Camil fue el presentador de las Galas semanales en directo. Los resúmenes diarios, llamados “El Relato” fueron conducidos en un inicio por Pamela Trueba y Horacio Villalobos, quien posteriormente fueron sustituidos por Juan José Ulloa y Silvia Lomelí.

## Jurado
- Jaime Almeida †, especialista, productor musical y presentador de radio y televisión.
- Karen Guindi, compositora, productora musical y presentadora.
- Kiko Marti, productor musical y fotógrafo.
- Manuel Calderón, director musical.

Otras personalidades de la música y la televisión formaron parte del jurado como miembros invitados, entre los que se encuentran: Lupita D'Alessio, Angélica María, José José, Susana Zabaleta, Erik Rubín, Jorge "Coque" Muñiz, Gustavo Adolfo Infante, Horacio Villalobos, María del Sol, Richard Mochulske, Darío de León, Julio César Ramírez, Kiko Campos y Víctor Gordoa, entre otros.

## Profesores
- Patricia Reyes Spíndola: Directora del Instituto.
- Elena Lara: Coordinadora del Instituto.
- Fernando Lima: Técnica vocal.
- Jack Jackson: técnicas e interpretación vocal.
- Víctor Manuel Ramos: proyección vocal.
- Vico Rubín: Interpretación y estilo.
- Marius Biegai: Expresión corporal.
- Verónica Falcón: Coreografía, danza y movimiento.
- Rodolfo Ayala: Danza y asistente de coreografía.
- Pat Gordon: Pronunciación inglesa.
- Tere Ambé: Spinning.
- Amado Cavazos: Yoga.
- Sebastian Tapie "el viajero": Meditación .

## Concursantes
La siguiente tabla, muestra los nombres y procedencias de los concursantes, así como el lugar que ocuparon durante la competencia.
| N.º | Concursante       | Edad | Residencia                     | Información         |
| 1   | Darina Márquez    | 22   | Pachuca, Hidalgo               | Ganadora            |
| 2   | Lizette Vidales   | 20   | Ciudad Valles, San Luis Potosí | Segundo lugar       |
| 3   | Miguel Falomir    | 24   | Ahome, Sinaloa                 | Tercer lugar        |
| 4   | Mauricio Martínez | 24   | Monterrey, Nuevo León          | Cuarto finalista    |
| 5   | Nadia Yuriar      | 25   | Culiacán, Sinaloa              | Quinto finalista    |
| 6   | Rodrigo Arizpe    | 19   | Saltillo, Coahuila             | Sexto finalista     |
| 7   | Mar Contreras     | 21   | Culiacán, Sinaloa              | 11.ª Expulsada      |
| 8   | Yadira Romay      | 26   | Culiacán, Sinaloa              | 9ª Expulsada        |
| 9   | Daniel Piloto (†) | 25   | Pachuca, Hidalgo               | 8° Expulsado        |
| 10  | Jesús Falcón      | 18   | Macuspana, Tabasco             | 7° Expulsado        |
| 11  | Judith Leyva      | 25   | Hermosillo, Sonora             | 6ª Expulsada        |
| 12  | Pako Madrid       | 20   | Los Mochis, Sinaloa            | 5° y 10° Expulsado  |
| 13  | Anaís Jiménez     | 21   | Cuautla, Morelos               | 4ª Expulsada        |
| 14  | Ángel Cárdenas    | 22   | Guadalajara, Jalisco           | 3° Expulsado        |
| 15  | Josué Bravo       | 18   | Cholula, Puebla                | 2.º Expulsado       |
| 16  | Gaby Marín        | 21   | Ciudad de México               | 1.ª Expulsada       |
| 17  | Martha King       | 22   | Culiacán, Sinaloa              | Abandono voluntario |

Originalmente se tenía previsto que fueran solo 16 alumnos; sin embargo, durante la Gala 00, se incluyó a Martha King, quien pertenecía a los alumnos de reserva. Martha decidió abandonar la competencia en la Gala 1. Pako Madrid fue expulsado en la Gala 6, pero debido a que estuvo cerca de empatar a su contrincante de nominación, la producción decidió darle la oportunidad de regresar a la academia una semana después de su salida.

## Tabla de estadísticas semanales
| Concursantes | Gala 0 | Gala 1    | Gala 2    | Gala 3    | Gala 4    | Gala 5    | Gala 6      | Gala 7    | Gala 8    | Gala 9    | Gala 10      | Gala 11   | Gala 12   | Gala 13   | Gala FINAL  |  |
| ------------ | ------ | --------- | --------- | --------- | --------- | --------- | ----------- | --------- | --------- | --------- | ------------ | --------- | --------- | --------- | ----------- |  |
| Darina       | Entra  | Salvada   | Salvada   | Salvada   | Salvada   | Salvada   | Salvada     | Salvada   | Salvada   | Salvada   | Salvada      | Salvada   | Salvada   | Finalista | GANADORA    |  |
| Lizette      | Entra  | Salvada   | Salvada   | Nominada  | Inmune    | Salvada   | Salvada     | Nominada  | Inmune    | Salvada   | Nominada     | Nominada  | Nominada  | Finalista | 2ªFinalista |  |
| Miguel       | Entra  | Salvado   | Salvado   | Salvado   | Nominado  | Nominado  | Inmune      | Salvado   | Nominado  | Inmune    | Nominado     | Salvado   | Salvado   | Finalista | 3°Finalista |  |
| Mauricio     | Entra  | Salvado   | Nominado  | Salvado   | Salvado   | Salvado   | Salvado     | Salvado   | Salvado   | Salvado   | Salvado      | Salvado   | Salvado   | Finalista | 4°Finalista |  |
| Nadia        | Entra  | Salvada   | Salvada   | Salvada   | Salvada   | Salvada   | Nominada    | Nominada  | Salvada   | Nominada  | Nominada     | Salvada   | Nominada  | Finalista | 5ªFinalista |  |
| Rodrigo      | Entra  | Salvado   | Salvado   | Salvado   | Salvado   | Salvado   | Salvado     | Nominado  | Nominado  | Nominado  | Inmune       | Nominado  | Nominado  | Finalista | 6°Finalista |  |
| Mar          | Entra  | Salvada   | Salvada   | Nominada  | Salvada   | Nominada  | Nominada    | Inmune    | Nominada  | Nominada  | Expulsada*** | Nominada  | Nominada  | Expulsada |             |  |
| Pako         | Entra  | Salvado   | Salvado   | Salvado   | Salvado   | Nominado  | Expulsado** | Regresa** | Salvado   | Salvado   | Salvado      | Nominado  | Expulsado |           |             |  |
| Yadira       | Entra  | Salvada   | Salvada   | Salvada   | Salvada   | Salvada   | Nominada    | Salvada   | Salvada   | Nominada  | Nominada     | Expulsada |           |           |             |  |
| Piloto(†)    | Entra  | Salvado   | Salvado   | Salvado   | Salvado   | Salvado   | Salvado     | Salvado   | Nominado  | Expulsado |              |           |           |           |             |  |
| Jesús        | Entra  | Nominado  | Nominado  | Salvado   | Nominado  | Inmune    | Salvado     | Nominado  | Expulsado |           |              |           |           |           |             |  |
| Judith       | Entra  | Salvada   | Salvada   | Nominada  | Nominada  | Nominada  | Nominada    | Expulsada |           |           |              |           |           |           |             |  |
| Anaís        | Entra  | Nominada  | Salvada   | Salvada   | Nominada  | Expulsada |             |           |           |           |              |           |           |           |             |  |
| Ángel        | Entra  | Nominado  | Nominado  | Nominado  | Expulsado |           |             |           |           |           |              |           |           |           |             |  |
| Josué        | Entra  | Salvado   | Nominado  | Expulsado |           |           |             |           |           |           |              |           |           |           |             |  |
| Gaby         | Entra  | Nominada  | Expulsada |           |           |           |             |           |           |           |              |           |           |           |             |  |
| Martha       | Entra* | Abandona* |           |           |           |           |             |           |           |           |              |           |           |           |             |  |

- (*) La concursante Martha King abandona voluntariamente el Instituto.
- (**) En la Gala 6, Pako Madrid fue expulsado de Operación Triunfo con una mínima diferencia en las llamadas telefónicas. Pako regresa al Instituto por decisión de la producción y del público en foro.
- (***) En la Gala 10, Mar Contreras fue nombrada por Jaime Camil como la expulsada de esa gala, pero debido a un empate técnico en las llamadas telefónicas, pero por decisión de la producción.

     El/la concursante entra al Institutoo
     El/la concursante no estaba en el Instituto
     La concursante regresa al Instituto por decisión de la producción debido a un empate técnico en llamadas.
     El concursante regresa al Instituto por decisión de la producción y el público que estaba presente en la gala debido a lo que fue definido como un empate técnico en llamadas la gala pasada.
     La concursante abandona voluntariamente el Instituto
     Eliminado/a de la semana por llamadas telefónicas
     Nominado/a de la semana
     Propuesto/a por el jurado para abandonar el Instituto, pero salvado/a por los/las profesores/as
     Propuesto/a por el jurado para abandonar el Instituto, pero salvado por los compañeros
     El concursante nominado de la semana anterior queda inumune a la nominación
     El concursante es elegido como finalista
     3.er/.ª Finalista
     2.º/.ª Finalista
     Ganador/a

## Galas
Gala 0
Gala 1
Gala 2
Gala 3
Gala 4
Gala 5
Gala 6
Gala 7
Gala 8
Gala 9
Gala 10
Gala 11
Gala 12
Gala 13
Gala Final

## Artistas invitados
- Invitados a las Galas
  - Gala 00: Alejandro Fernández
  - Gala 01: Alejandra Guzmán
  - Gala 03: OV7
  - Gala 08: Aleks Syntek
  - Gala 09: Verónica Castro y Benny Ibarra
  - Gala 10: José Guadalupe Esparza y Daniela Romo
  - Gala 11: Pandora
  - Gala 12: Kabah
  - Gala 13: Cristian Castro, Westlife y OV7
  - Gala 14: Lucero y David Bisbal

- Invitados al Instituto:
  - Alejandro Fernández
  - Alejandra Guzmán
  - Emma Shapplin
  - OV7
  - Juanes
  - José José
  - Kabah
  - Quincy Jones
  - Pandora
  - Maná
  - Cristian Castro

## Controversia

### Diferencia mínima en llamadas
En la gala 6, transmitida el domingo 15 de septiembre de 2002, el concursante Pako Madrid fue eliminado de Operación Triunfo con una diferencia mínima de llamadas (donde los nominados esa semana Miguel Inzunza tuvo el 50.25% y Pako Madrid el 49.75%). Este hecho causó polémica en la semana y fue comentado en distintos programas de Televisa. La producción de Operación Triunfo convocó a los maestros del Instituto y a los concursantes con base en tres filtros:
- El primer filtro fue la aprobación del regreso de Pako al programa.
- El segundo filtro era que, por mayoría, los concursantes opinaran y dijeran si Pako en verdad merecía regresar al Instituto. Todos los participantes votaron a favor, menos Mauricio Martínez, quién dijo que no estaba de acuerdo con el regreso, puntualizando que el hecho de que Pako regresara a Operación Triunfo no sería para nada justo con respecto a los otros concursantes eliminados semanas atrás, además de que su regreso dañaría la integridad del programa al ya no poderse decir que la competencia había sido equitativa.
- El tercer y último filtro fue, cuando los maestros y concursantes por mayoría decidían que Pako regresara, la última palabra la tenía el público que estuviera presente en el foro de Televisa San Ángel el domingo 22 de septiembre de 2002 (Gala 7). Si el público, por mayoría de votos, votaba por el regreso de Pako éste regresaría oficialmente al Instituto, y así fue.

Medios de comunicación destacaron que una muy considerable porción del público televidente desaprobó el regreso de Pako al instituto. Dicha afirmación se generó a partir de una baja repentina que se dio en el rating del programa al haber sido él devuelto y a una serie de abucheos de los que el participante fue blanco durante todo el resto del programa.

### Una semana sin el personal del Instituto
En la semana del 16 de septiembre de 2002 al 22 de septiembre de 2002, debido a las críticas de los miembros del jurado, la directora del Instituto, Patricia Reyes Spíndola y los maestros pusieron a prueba a los concursantes a ensayar toda la semana sin la presencia de los profesores. Los concursantes permanecerían aislados una semana, no tendrían ninguna comunicación al exterior, la comida se los dejarían en el comedor mientras los jóvenes ensayan y el Instituto deberá estar cuidado por los participantes.

## Discografía de los participantes
La siguiente discografía engloba material discográfico de los participantes después de OT.
| Participante        | Álbum | Año                                | Discográfica                                                                     |
| Darina              | Mis éxitos en Operación Triunfo Darina Hoy como ayer Libertad                                                                  | 2002 2003 2010 2019                | BMG Universal Music Tr3s Music Independiente                                     |
| Lizette             | Lizette Cinco Mil Pedazos (reedición)                                                                                          | 2003 2017                          | BMG Sony Music Entertainment México                                              |
| Miguel Falomir      | Juguete de madera Que nadie se entere Circo bicicleta Fábrica de aves Al Alcance de los peces Wero (Single) Mullícate (Single) | 2003 2006 2009 2013 2017 2019 2019 | BMG Fonarte Latino Fonarte Latino                                                |
| Mauricio Martínez   | Desde 1978 Desde 1978: Lado B                                                                                                  | 2012 2013                          | Consecuencias Publicitarias                                                      |
| Nadia Yuriar        | Sin depender de nadie Él me mintió                                                                                             | 2005                               | Universal Music Independiente                                                    |
| Rodrigo Arizpe      | Corazón bandido 11:11 | 2004 2011                          | Movic Records Fonarte Latino                                                     |
| Mar Contreras       | Más y Más - Más y Más (reedición)                                                                                              | 2002 2019                          | BMG Sony Music Entertainment México                                              |
| Yadira              | La Mexicana | 2003                               | Warner Music                                                                     |
| Piloto (†)          | Alienta mi vida | 2003                               | BMG                                                                              |
| Jesús Falcón        | Dímelo a la cara | 2003 2015                          | BMG Independiente                                                                |
| Judith Leyva        | Más y Más - Más y Más (reedición)                                                                                              | 2002 2019                          | BMG Sony Music Entertainment México                                              |
| Pako Madrid         | Pako Ya era hora Res3t | 2003 2005 2013                     | BMG Independiente                                                                |
| Ana Valeria (Anaís) | Más y Más - No puedo más (Single) Hoy estoy sin ti (Single) Más y Más (Reedición)                                              | 2011 2019                          | BMG Lamat Records Sony Music Entertainment México                                |
| Ángel Legna         | Más y Más - Cada Mañana La culpable (Single) Más y Más (Reedición)                                                             | 2002 2017 2019 2019                | BMG Ángel Legna Octavio Emmanuelle Cardenas Haro Sony Music Entertainment México |
| Josué Bravo         | Más y Más Contigo Dime que sí HB - Hermanos Bravo Pensando en ti Más y Más (Reedición)                                         | 2002 2005 2009 2011 2012 2019      | BMG Independiente Independiente Sony Music Entertainment México                  |
| Gaby Marín          | No dejes | 2011                               | Independiente                                                                    |

## Ventas discográficas después de OT
Los exalumnos de Operación Triunfo México han tenido algunos éxitos, tales como Darina con el tema "De corazón a corazón", que fue el tema principal de la telenovela “Velo de novia” y estuvo en los primeros lugares de las listas de música de Latinoamérica, su disco logró más de 50.000 copias vendidas a nivel nacional, al igual que Miguel Inzunza (50.000), Lizette (40.000) o Solo 5 (35.000).

## Los alumnos después de OT
Después de la edición de Operación Triunfo, cada uno tomo distintas actividades.
- Darina: Ganadora del concurso, continuó con su carrera como cantante. En el 2003 interpretó el tema principal de la telenovela Velo de novia. En el 2004 participó Cannes, Francia en el concurso WorldBest representando a México, quedando el cuatro lugar. Asimismo, realizó doblaje para la película de Disney Kim Possible y la serie Es tan Raven.[1]
- Ana Valeria (Anaís) Fue corista de los cantantes Noelia y Marco Antonio Solís. Participó en el programa Duetos de Estrella TV y en La Voz... México 2011. actualmente, ya como Ana Valeria presenta su disco en solitario.
- Miguel Inzunza: continuó su carrera como cantante, así como compositor y productor de temas para películas y para diferentes artistas. Ha trabajado como cantautor independiente, grabando discos como "Juguete de Madera", "Circo Bicicleta" y "Al Alcance de los Peces", de 2003 a 2017.
- Gaby Marín: formó parte del programa de TV Azteca Si te la sabes cántala, participó como corista para artistas como Cristian Castro, formó parte del grupo Papa Kiu y del grupo de música infantil Cantajuego, además, tiene presentaciones en distintos eventos junto con su grupo Madison.
- Daniel Sánchez "Piloto": grabó un disco en solitario "Alienta mi vida", lamentablemente en mayo de 2011 falleció en la UVM Universidad del Valle de México ubicada en la Ciudad de México a causa de una descarga eléctrica con uno de los micrófonos de la producción mientras ensayaba con su grupo cuando iba a grabar un nuevo videoclip.
- Mar Contreras: ingresó a Centro de Educación Actoral (CEA) de Televisa y tras egresar inició su carrera como actriz en telenovelas como "Muchachitas como tú", "Mar de Amor" y "La que no podía amar", también se ha desempeñado dentro del teatro musical en obras como "¡Qué plantón!", "Hoy no me puedo levantar" y "Marta tiene un marcapasos". Además participó en la cinta HSM en su versión mexicana.
- Josué Bravo: participó en La Academia Bicentenario, donde resultó eliminado en el primer concierto.
- Jesús Falcón: Fue huésped en un par de episodios de la telenovela Rebelde y el programa Mujer casos de la vida real. Posteriormente participó en La Academia 9 bajo la dirección de Eduardo Capetillo, quedando eliminado en el 11º concierto. También ha participado en obras como Peter Pan y El mago de OZ, formó el dueto musical Eden Aleph al lado del también ex-académico Sebastian Martingaste, ha grabado y presentado en solitario temas como Todo por amor y Mi pecado y actualmente se destaca como solista.
- Mauricio Martínez: Es quien más ha destacado en el gremio artístico y es considerado como una de las figuras principales del teatro musical en México. Se ha mantenido dentro de la televisión y el teatro en obras musicales como "Fiebre de Sábado por la noche", "La Bella y la Bestia", "Mentiras: el musical y "La Fierecilla Tomada"; así como obras clásicas como "Panorama Desde El Puente". En cuanto a las telenovelas, ha realizado actuaciones en "CLAP: El Lugar de tus Sueños", "Atrévete a soñar", "La mujer del vendaval" y "Señora Acero: Segunda temporada". Su disco "Desde 1978" debutó con gran éxito en iTunes. Actualmente protagoniza en Broadway la comedia musical "On Your Feet!", dando vida a Emilio Estefan.
- Pako Madrid: Ha participado en otros concursos como Latin American Idol en su cuarta edición; y en La Academia 10 en donde fue eliminado a mitad de la competencia.